# Hispania Baetica

Baeticas läge i västra delen av Romerska imperiet.

Provinser i Hispania 27 f.Kr.

Hispania Baetica eller enbart Baetica var under antiken en romersk provins i södra Hispania (Iberiska halvön), geografiskt ungefär motsvarande dagens Andalusien i Spanien. Senare, under morisk tid på 800-talet, blev Baetica en del av Al-Andalus. Huvudstad var Corduba, som idag heter Córdoba.
Hispania Baetica gränsade i väster till provinsen Lusitania (ungefär dagens Portugal), och i norr till den av kelter språkligt-kulturellt dominerade romerska provinsen Hispania Tarraconensis. 
Före införlivandet i Romarriket fanns i det som skulle bli Baetica en ursprungsbefolkning, ett keltiskt tryck från norr, enstaka grekiska kolonier, men desto fler feniciska hamnstäder vid kusten. Staden Gadir (dagens Cadiz) grundades av fenicierna (feniciska "גדר", ungefär "muromgärdad stad") 1104 f.Kr. och är Europas äldsta permanent bebodda stad. Fenicierna använde kolonin i sin handel med Tartessos, en stadsstat som arkeologer tror har varit belägen någonstans nära mynningen av floden Guadalquivir, cirka tre mil nordväst om Cadiz.I det bergiga område som skulle bli Baetica fanns flera bofasta iberiska stammar som bör ha talat ett språk besläktat med det som talades i Tartessos. Geografen Claudius Ptolemaios benämnde språket turdetanska. Han omnämnde även bland folkgrupperna i Baetica helleniserade turdulier med sin stad Baelon i inlandet på tryggt avstånd från de kustnära puniska (feniciska) handelskolonierna. , 
Romarna kom till halvön redan 218 f.Kr. och fick kontroll över i princip hela Ishfania (som det feniciska namnet på halvön ursprungligen kan ha varit), efter andra puniska kriget (kriget mot "punicus", dvs. feniciernas ättlingar i Kartago och dess besittningar) år 201 f.Kr. Izpania var dock ganska oberoende i nästan 200 år. År 197 f.Kr. – när Rom blivit republik – delades halvön in i Hispania Citerior och Hispania Ulterior, och den sist nämnda provinsen hade inte Rom någon riktig kontroll över. Först under kejsar Augustus tid (27 f.Kr. – 14 e.Kr.) inleddes en romanisering på allvar. Hispania Ulterior delades i två delar: Hispania Baetica och Hispania Lusitania, medan Citerior fick namnet Hispania Tarraconensis.